# Shirley Cothran
Shirley Cothran Barret, née le 18 septembre 1952 dans le comté de Denton, au Texas aux États-Unis, est couronnée Miss Texas 1974, puis Miss America 1975.

### Source de la traduction
- (en) Cet article est partiellement ou en totalité issu de l’article de Wikipédia en anglais intitulé « Shirley Cothran » (voir la liste des auteurs).